# Татар, Нур
Нур Татар (тур. Nur Tatar, род. 16 августа 1992, Ван) — турецкая тхэквондистка курдского происхождения, чемпионка мира, чемпионка Европы, двукратный призёр Олимпийских игр, бронзовый призёр Европейских игр.

## Биография
Нур Татар родилась 16 августа 1992 года в Ване в курдской семье. 

## Карьера
Изначально она выступала за клуб «TSE» в Анкаре, потом стала выступать за «Ankara İller Bankası». Её тренером является Джюнейт Гюльчек.
В 2007 году, в возрасте 15 лет, Нур Татар стала бронзовой призёркой чемпионата Европы по тхэквондо среди юниоров. В последующие годы она успешно выступала на различных европейских чемпионатах, став чемпионкой Европы по тхэквондо 2009 и 2010 года. В том же 2010 году она приняла участие и в чемпионате Европы среди взрослых в Санкт-Петербурге, завоевав серебряную медаль.
Первые успехи позволили говорить о Нур Татар как о самом ярком «новичке» турецкой сборной по Тхэквондо. В 2012 году она стала чемпионкой Европы, получив право участвовать на Олимпийских играх. В Лондоне она завоевала серебряную медаль Олимпийских игр, уступив в финале кореянке Хван Гён Сон со счётом 5:12.
В 2013 году Нур Татар стала чемпионкой Средиземноморских игр, проходивших в Мерсине.
На чемпионате Европы 2014 года в Баку Нур Татар в полуфинале уступила будущей чемпионке россиянке Анастасии Барышниковой, но в поединке за бронзовую медаль сумела победить.
На чемпионате мира 2015 года в Челябинске стала вице-чемпионкой, а на Универсиаде в Кванджу завоевала бронзовую медаль. Нур Татар принимала участие в первых Европейских играх в Баку, завоевав там бронзовую медаль. По ходу турнира она в четвертьфинале уступила Фариде Азизовой, но пройдя через «утешительную» сетку завоевала бронзу, победив сначала голландку Джойс ван Баарен, а затем француженку Аби Ниаре.
В 2016 году она вновь получила право участия на вторых для себя Олимпийских играх, проходивших в Рио-де-Жанейро. В соревновании девушек в весовой категории до 67 килограммов, Нур Татар добралась до полуфиналов, где в дополнительном раунде по правилу внезапной смерти уступила француженке Аби Ниаре, а в бронзовом поединке победила Чжуан Цзяцзя из Китайского Тайбэя.
В 2018 году Нур Татар завоевала серебряную медаль на Гран-при в Манчестере, золотую в Фуджайре, а в будущем надеется выступить на третьих для себя Олимпийских играх в Токио в 2020 году.

## Личная жизнь
В 2017 году Нур Татар вышла замуж за бывшего иранского тхэквондиста Мехрана Аскари, двукратного чемпиона летних Универсиад.